# Vibeke Lindhardt
Vibeke Lindhardt (født 3. september 1960) er en dansk væver og tekstilkunstner.
Hun er uddannet fra Skals Håndarbejdsskoles Seminarium og har desuden været i værkstedslære hos Ann-Mari Kornerup. 
Blandt hendes værker er billedtæpper og messehagler til Haderslev Domkirke (efter tegning af Margrethe 2.), Virklund Kirke, Sundby Kirke og Trinitatis Kirke, men har også lavet mere eksperimenterede kunst med elementer af papir og broderi. Hun har udstillet mange gange både i Danmark og i udlandet.
Lindhardt fik i 2000 et arbejdslegat fra Statens Kunstfond. 